# کلارا لا سان
کلارا لا سان (به انگلیسی: Clara La San) خواننده-ترانه‌پرداز و تهیه‌کنندهٔ موسیقی بریتانیایی می‌باشد. ترانهٔ نخست او با نام «رهایت کنم» در سال ۲۰۱۴ در ساندکلود به محبوبیت رسید. ترانه بعدی او به نام «در این تاریکی» پس از انتشار مجدد در سال ۲۰۲۳ در تیک‌تاک محبوبیت زیادی پیدا کرد. وی نخستین آلبوم استودیویی خود را تحت عنوان اشتباه‌هایی کرده‌ام در سال ۲۰۲۴ منتشر نمود.

## سبک موسیقایی
آثار موسیقی لا سان عمدتاً در ژانر آلترناتیو آراندبی و بدروم پاپ جای می‌گیرند. وی اظهار می‌داشته که موسیقی‌اش از «رپ‌هایی که ملودی‌های سینث‌سایزر زیادی دارند» الهام گرفته شده است. وی برای ضبط آثارش از لپ‌تاپ و میکروفون نیومن یو ۸۷ بهره می‌برد. توبیاس هس از پی‌پر موسیقی لا سان را «یک آراندبی اثیری که یک پا در اوایل دههٔ ۲۰۰۰ و پای دیگر در زمانی که هنوز وجود ندارد، دارد» توصیف نموده و نیل برن از نایلر۹ نیز آن را «آراندبی-پاپ شبانه» نامیده است.